# Детелина са три листа
Детелина са три листа је југословенска телевизијска серија снимљена 1963. године у продукцији Телевизије Београд.

## Епизоде
| Сезона | Епизода | Назив | Датум             |
| ------ | ------- | ----- | ----------------- |
| 1      | 1       | /     | 17. јануара 1963. |
| 1      | 2       | /     | 12. маја 1963.    |

## Улоге
| Глумац                 | Улога        |
| ---------------------- | ------------ |
| Мики Јевремовић        | (2 еп. 1963) |
| Радмила Караклајић     | (2 еп. 1963) |
| Ђорђе Марјановић       | (2 еп. 1963) |
| Миодраг Петровић Чкаља | (2 еп. 1963) |
| Милан Ајваз            | (1 еп. 1963) |
| Мија Алексић           | (1 еп. 1963) |
| Радмило Ћурчић         | (1 еп. 1963) |
| Љубомир Дидић          | (1 еп. 1963) |
| Рада Ђуричин           | (1 еп. 1963) |
| Душан Антонијевић      | (1 еп. 1963) |
| Сима Илић              | (1 еп. 1963) |
| Иван Јонаш             | (1 еп. 1963) |
| Зоран Лонгиновић       | (1 еп. 1963) |
| Жарко Митровић         | (1 еп. 1963) |
| Ташко Начић            | (1 еп. 1963) |
| Лола Новаковић         | (1 еп. 1963) |
| Нина Спирова           | (1 еп. 1963) |
| Александар Стојковић   | (1 еп. 1963) |
| Вера Томановић         | (1 еп. 1963) |
| Бранка Веселиновић     | (1 еп. 1963) |
| Јовиша Војиновић       | (1 еп. 1963) |

Комплетна ТВ екипа ▼
| Редитељ    | Раде Млађеновић    | (2 еп. 1963) |
| Сценариста | Бранислав Ђуричић  | (1 еп. 1963) |
| Сценариста | Слободан Станковић | (1 еп. 1963) |